# Egidio Foscherari
Egidio Foscherari (1219 – 1289) è stato un giurista italiano.

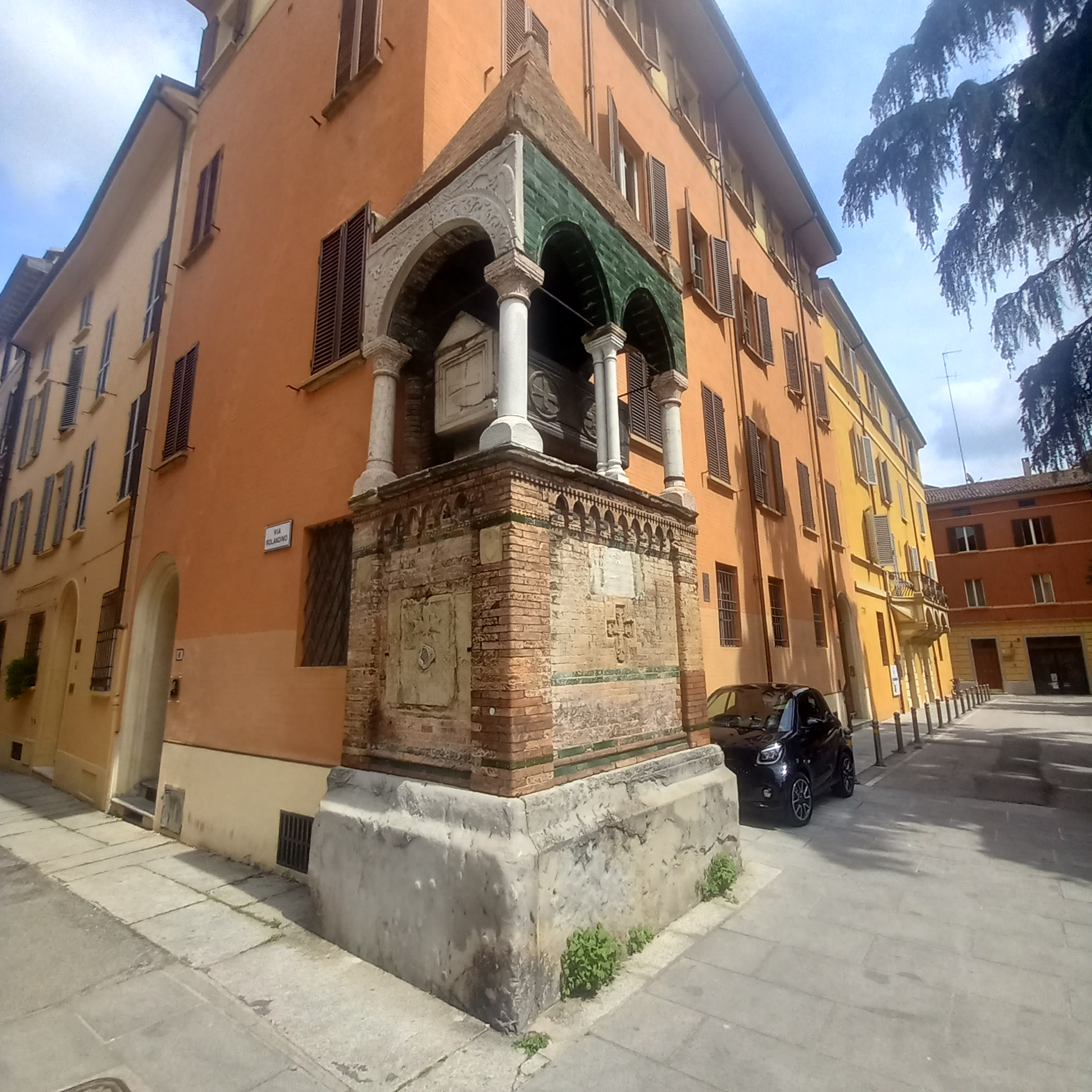
La tomba di Egidio Foscarari nella Piazza San Domenico a Bologna

Fu uno dei glossatori della Scuola bolognese dei glossatori che lavorarono alla traduzione e comprensione del Corpus Iuris. La sua tomba si trova nella piazza davanti alla Basilica di San Domenico a Bologna.